# Métal hurlant
Métal hurlant é uma revista em quadrinhos francesa de ficção científica editada pela editora Les Humanoïdes Associés de janeiro de 1975 a julho de 1987, depois de julho de 2002 a outubro de 2004, com uma edição final em 2006. Métal hurlant aparece como uma das principais revistas da imprensa adulta, um verdadeiro laboratório do qual algumas obras-primas e um bom número de grandes nomes dos quadrinhos contemporâneos foram publicados.
A revista inspirou outras publicações ao redor do mundo, como a Heavy Metal, nos Estados Unidos, e a Metal Pesado, no Brasil. Por outro lado, inspirou direta ou indiretamente a estética de inúmeras obras gráficas, literárias e cinematográficas (Mad Max, Alien, Blade Runner, O Quinto Elemento, etc.).

## Histórico
Jean-Pierre Dionnet, um jovem crítico e roteirista de quadrinhos que trabalhou em fanzines e na revista Pilote, queria criar uma revista de quadrinhos dedicada à ficção científica. Dirigido por Nikita Mandryka, em um contexto de profunda renovação da imprensa francesa dedicada aos quadrinhos, uniu forças em dezembro de 1974 com seus amigos autores Philippe Druillet e Moebius e com o empresário Bernard Farkas, com quem fundou a editora Les Humanoïdes Associés, a fim de publicar uma revista trimestral de ficção científica, relançar Le Bandard fou e "preparar muitas outras coisas". Em janeiro seguinte, apareceu a primeira edição da revista trimestral Métal hurlant, modelada por Étienne Robial, na qual os associados entregaram suas próprias produções (Arzach por Moebius, Gaïl por Philippe Druillet), mas também convidaram um desenhista americano (Richard Corben) e deram sua chance de um artista promissor (Jean-Claude Gal ilustrou Les Armées du conquérant em um roteiro de Jean-Pierre Dionnet). A publicação é reservada para adultos, até janeiro de 1978.
A equipe diversificou número após número, acolhendo, entre 1975 e 1977, autores famosos (Alexis, Gotlib, Nikita Mandryka, Jacques Tardi, Enki Bilal, Caza, F'murr, Jean-Claude Forest, Yves Got, Jacques Lob, Paul Gillon, René Pétillon, Francis Masse etc.), apenas jovens franceses promissores (Serge Clerc, Frank Margerin, Dominique Hé, Chantal Montellier, Michel Crespin, Denis Sire etc.) e alguns estrangeiros ainda pouco conhecidos (Vaughn Bodé, Al Voss, Sergio Macedo, François Schuiten e Daniel Ceppi). A revista oferece resenhas e comentários sobre romances, thrillers e discos de ficção científica, escritos por Jean-Pierre Dionnet, Stan Barets, Jacques Goimard, Philippe Pierre-Adolphe, Marc Duveau e outros. Com a chegada de Philippe Maneuver em 1976, o rock entrou na revista. O editorial é virulento, o que contrasta com outros periódicos.
Dionnet buscava garantir dentro da revista uma diversidade máxima de temas e estilos gráficos. Sobre as questões, histórias fora do mundo da ficção científica e fantasia acabam sendo publicadas, embora esses gêneros permaneçam dominantes. O sucesso é muito rápido com a reunião e, com a crescente circulação, a revista se torna bimestral a partir do número 7 e mensal a partir do número 9. Em 1975, um editor da revista americana humorística National Lampoon, de passagem na Europa, encontra uma edição da Métal hurlant e a leva aos Estados Unidos. No ano seguinte, o fundador da revista, Leonard Mogel, convenceu a Les Humanoïdes Associés a vender os direitos para uma versão americana da revista. Outra versão afirma que foi Claude Moliterni quem mostrou o primeiro (em 1976) Métal hurlant a Len Mogel e que foi Dionnet quem convenceu a editora americana. De qualquer forma, a primeira edição da Heavy Metal foi lançada em abril de 1977. Rapidamente, as traduções foram abandonadas em favor de autores locais, para pesar de Dionnet, que no entanto não pôde fazer nada, os direitos foram transferidos. Esta primeira edição estrangeira é seguida por outras (Alemanha em 1980, Espanha e Itália em 1981, Holanda em 1982, Dinamarca e Suécia em 1984).
Nos anos seguintes, além da chegada, em 1980, de Hugo Pratt para sua série fora de Corto Maltese, a crítica confirmou seu papel como descobridora de talentos, revelando Luc Cornillon, Yves Chaland, Jeronaton, Alejandro Jodorowsky (com Moebius) em 1978 e acima de tudo de 1980 com a série John Difool (O Incal), Tramber e Jano, Loustal em 1979, Dodo e Ben Radis, Jean-Louis Floch, Jacques Terpant em 1980, Arno, Max, Pierre Ouin, Didier Eberoni em 1981, Philippe Gauckler em 1982, Beb-Deum, Pierre Clément, Charles Burns em 1983, Silvio Cadelo, Laurent Theureau e Michel Pirus em 1984. Porém, autores icônicos deixaram a revista: Druillet em 1981, Schuiten (definitivamente) em 1984, Jodorowsky, Arno, Mœbius, Denis Sire e Gillon em 1985. O próprio Dionnet, que havia se mudado disso quando começou a trabalhar na televisão, deixou a administração em 1985.
A fórmula da Métal hurlant, que oferece histórias em quadrinhos e um editorial fornecido, especialmente no lado musical, está começando a ser copiada por outras revistas, como Pilote ou Zulu, de vida curta, fundada por Marc Voline, que havia dirigido a Métal hurlant quando Dionnet foi trabalhar na televisão. A inflação de títulos nas livrarias torna a revista menos visível, o que leva a Dionnet a lançar duas revistas paralelas, a Rigolo! (dirigida por Philippe Maneuvre), dedicado ao humor (1983-1984, treze edições) e Métal (Hurlant), Aventure (dirigida por Jean-Luc Fromental), dedicado aos quadrinhos de aventura (1983-1985, onze edições), mas elas não atendem ao sucesso esperado. O declínio parece inexorável e nem a aquisição da Hachette nem a chegada de Claude Gendrot como editor-chefe muda o processo. Mesmo com bons autores ainda estão presentes em 1986, pilares (Chaland, Margerin, Clerc), frequentemente de passagem (Masse, Jacques Ferrandez, Andreas) ou novos (Juan Giménez, Miguelanxo Prado), a revista continua, porém, seu declínio para parar no número 133 em julho de 1987.
A revista apareceu novamente em julho de 2002 com o número 134 pela Les Humanoïdes Associés. Essa nova fórmula é muito diferente da primeira: no formato comic book e distribuída apenas nas livrarias, transcontinental (pilotada por Fabrice Giger, de Los Angeles), e visa promover jovens autores, bem como a promoção da Les Humanoïdes Associés. Consiste em quadrinhos originais de algumas páginas, que às vezes têm um link com séries que foram publicadas ou devem aparecer. É bimestral, publicado nas versões francesa, inglesa, espanhola e portuguesa. A fórmula não convence e o número 145 de setembro de 2004 é o último a ser distribuído nas livrarias dessa forma. Em maio de 2006, uma edição final de cem páginas foi publicada, anunciando o fim da Métal hurlant.
Em maio de 2020, Vincent Bernière anunciou o retorno da revista em 2021. Esta terceira versão do Metal Hurlant é lançada via financiamento coletivo em 10 de junho de 2021, na plataforma KissKissBankBank.
Em novembro de 2024, a Humanoids anunciou que relançaria uma versão american da revista e iniciou uma campanha de financiamento coletivo no Kickstarter para a primeira edição em 13 de novembro de 2024.

## Adaptações
Alguns de seus títulos foram adaptados para outras mídias.
Em novembro de 2009, Hicham Benkirane anunciou que um filme baseado em Fragile, de Stefano Raffaele, está em desenvolvimento.
Em outubro de 2011, foi anunciado que uma série de TV de live-action baseada na revista Métal hurlant intitulada Métal Hurlant Chronicles entrou em produção na França. Co-produção franco-britânica, a série consiste em 12 episódios de meia hora a serem exibidos em duas temporadas. Os atores em destaque incluem Rutger Hauer, Scott Adkins, Michael Jai White, Karl E. Landler, Joe Flanigan, David Belle, Matt Mullins e James Marsters. Nos Estados Unidos, a série começou a ser exibida no canal Syfy em 14 de abril de 2014.